# Organi kazenskega pregona
Kazenski pregon je vsak (sistem), s katerim nekateri člani družbe delujejo na organiziran način za uveljavljanje zakona z odkrivanjem, odvračanjem, rehabilitacijo ali kaznovanjem ljudi, ki kršijo pravila in norme, ki urejajo to družbo. Čeprav izraz lahko zajema entitete, kot so sodišča in zaporniki, se najpogosteje uporablja za tiste, ki se neposredno ukvarjajo s patruljami ali nadzorom, da bi odvračali in odkrivali kriminalne dejavnosti ter tiste, ki preiskujejo kazniva dejanja in privedejo storilce kaznivih dejanj policiji ali drugim agencijam za pregon. Poleg tega, čeprav organi kazenskega pregona najbolj prizadevajo preprečevanje in kaznovanje zločinov, obstajajo organizacije, ki preprečujejo široko paleto brez kazenskih kršitev pravil in norm, ki se izvajajo z uvedbo manj hudih posledic.

## Organizacija
Večino kazenskega pregona izvaja vrsta organov pregona, pri čemer je najbolj značilna agencija, ki izpolnjuje to vlogo, (policija). Družbene naložbe v uveljavljanje s takšnimi organizacijami so lahko množične, tako glede sredstev, ki so bila vložena v dejavnost, kot tudi glede števila ljudi, ki se poklicno ukvarjajo z izvajanjem teh funkcij.
Organi pregona so po navadi omejeni na delovanje znotraj določene jurisdikcije. V nekaterih primerih se lahko pristojnost med organizacijami prekriva; na primer v Združenih državah ima vsaka država lastno orožje za pregon na ravni države, vendar je Zvezni preiskovalni urad sposoben ukrepati proti nekaterim vrstam kaznivih dejanj, ki se zgodijo v kateri koli državi. Različni specializirani segmenti družbe imajo lahko svoje notranje ureditve kazenskega pregona. Na primer, vojaške organizacije imajo lahko vojaško policijo.